# Boršov (Moravská Třebová)
Boršov (německy Porstendorf) je vesnice, část města Moravská Třebová v okrese Svitavy v Pardubickém kraji. V roce 2002 zde žilo 781 obyvatel. Původně německá obec jihozápadně od Moravské Třebové.

## Historie
První písemná zmínka o vesnici pochází z roku 1281.

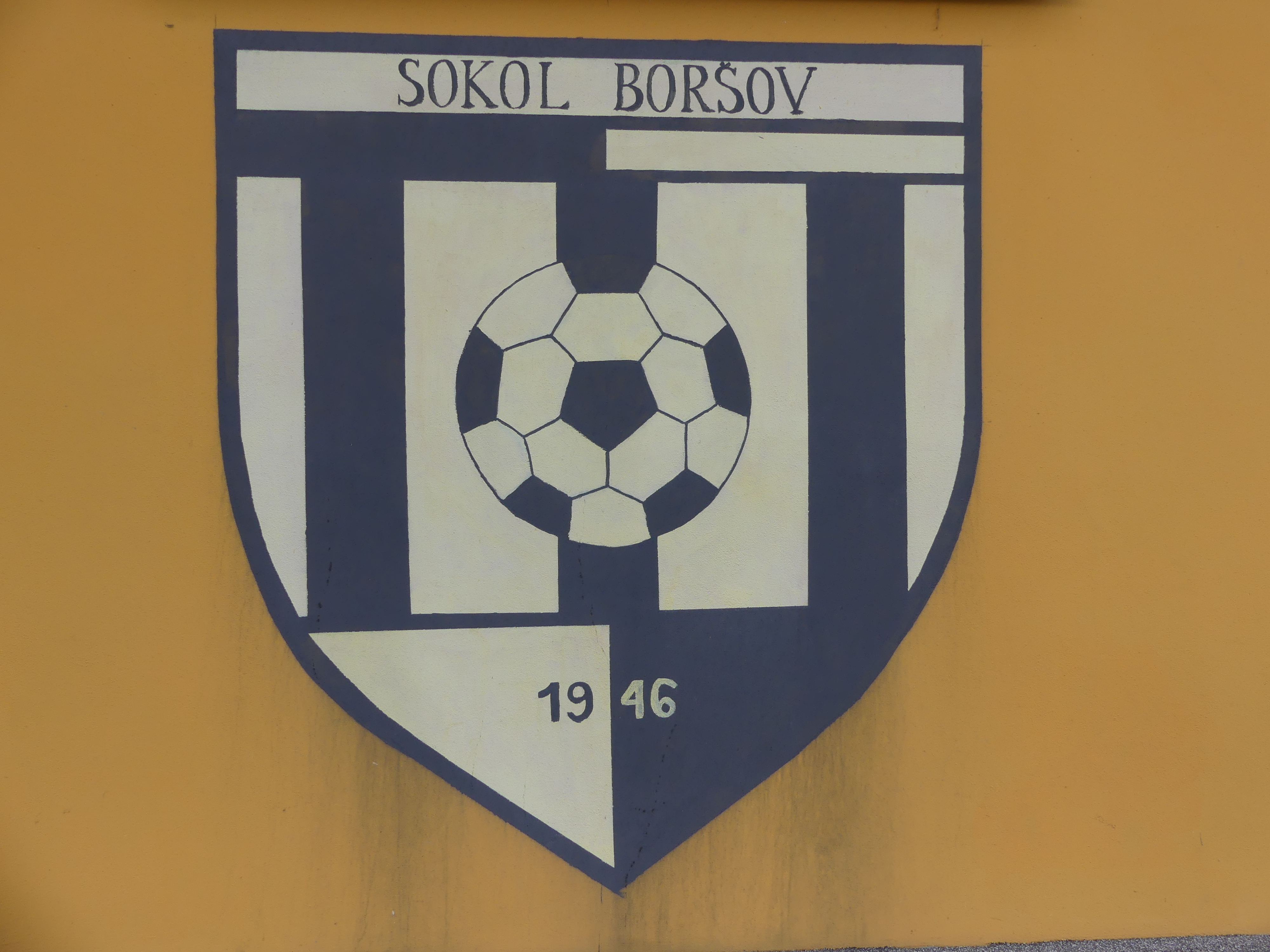
Znak fotbalového týmu Sokol Boršov

Názvy obce:
- 1281 Borsendorff
- 1398 Borssuow
- 1407 Borssow
- 1672 Porstendorf
- 1677 Parstendorff
- 1846 Porssow
- 1872 Porstendorf[3]
- Znak fotbalového týmu Sokol BoršovBoršov

## Obyvatelstvo
| Rok            | 1869  | 1880  | 1890  | 1900  | 1910  | 1921  | 1930  | 1950 | 1961 | 1970 | 1980 | 1991 | 2001 | 2011 | 2021 |
| -------------- | ----- | ----- | ----- | ----- | ----- | ----- | ----- | ---- | ---- | ---- | ---- | ---- | ---- | ---- | ---- |
| Počet obyvatel | 1 640 | 1 685 | 1 767 | 1 663 | 1 607 | 1 524 | 1 608 | 806  | 833  | 810  | 840  | 726  | 797  | 751  | 645  |
| Počet domů     | 177   | 180   | 210   | 208   | 214   | 219   | 254   | 202  | 180  | 181  | 194  | 211  | 229  | 238  | 241  |

## Obecní správa
Při sčítání lidu v letech 1850–1975 byl Boršov samostatnou obcí, nejprve v okrese Moravská Třebová, od roku 1960 v okrese Svitavy. Od 1. ledna 1976 je částí města Moravská Třebová v okrese Svitavy.

## Pamětihodnosti
- Kostel svaté Anny, gotický, barokně přestavěný. Uvnitř zakryté unikátní nástěnné gotické malby
- Barokní fara
- Dřevěné kryté schodiště ke kostelu
- Barokní socha svatého Jana Nepomuckého pod kostelem
- Množství původních roubených usedlostí
- Boršovský rybník
- Klasicistní zájezdní hostinec, zbořen 2005

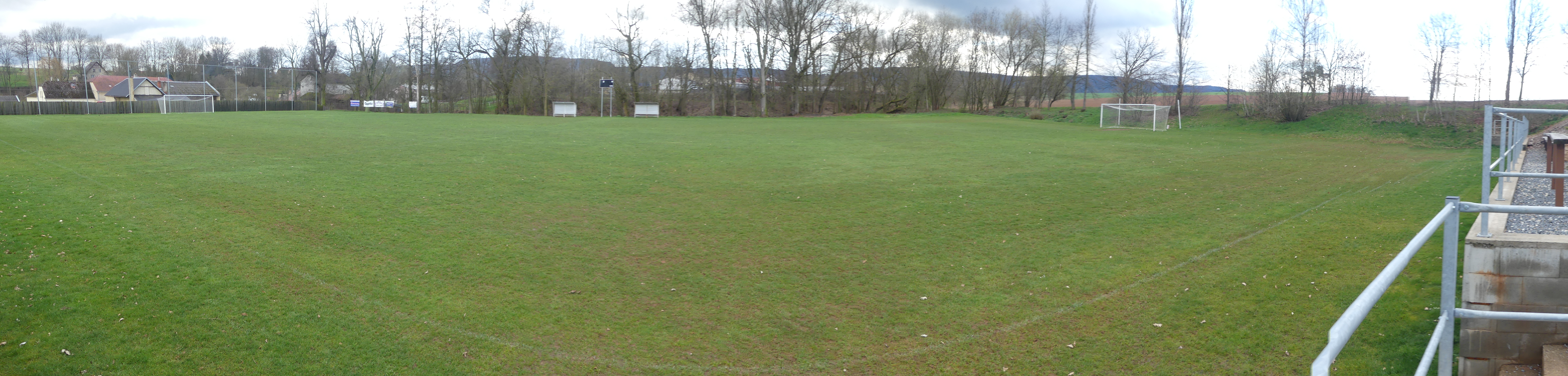
Fotbalové hřiště Sokol Boršov

- Fotbalové hřiště Sokol BoršovZápadně od vesnice se na Hřebečském hřbetu nachází terénní relikty boršovského hradu založeného ve třináctém století. Krátce poté byl hrad dobyt, a přestože byl obnoven, zanikl již ve čtrnáctém století.[7]

## Osobnosti
- Franz Budig (1870–1928), československý politik
- Anton Steiner (1839–1916), starosta a zemský poslanec